# Ferdinand Meyer (Maler)
Ferdinand Meyer, genannt Ferdinand Meyer-Wismar (* 14. Januar 1833 in Wismar; † 26. März 1917 in Schwerin), war ein deutscher Genre- und Porträtmaler.

## Leben
Ferdinand Meyer erhielt seinen ersten Unterricht beim Schweriner Hofmaler Gaston Lenthe. Er besuchte danach die Dresdener Kunstakademie und wechselte dann nach München zum Genremaler Karl von Enhuber. Die Jahre 1858 bis 1861 verbrachte er in den Vereinigten Staaten, u. a. in New York und Mobile (Alabama). Zurück in Deutschland, ließ er sich erneut in München nieder, wo er bis 1887 wirkte. Hier entstanden vor allem Genremotive aus dem bayerischen Hochland. Von 1887 bis zu seinem Tod war er wieder in seiner mecklenburgischen Heimat in Schwerin ansässig. Ab etwa 1884 signierte er seine Werke mit Meyer-Wismar. Meyer war mit seinen Werken mehrmals auf den Ausstellungen der königlichen Akademie der Künste in Berlin vertreten, wie auch auf den Weltausstellungen in Paris 1867, Wien 1873 und der Centennial Exhibition in Philadelphia 1876. Das Staatliche Museum Schwerin besitzt 15 seiner Werke.

„Sein malerisches Werk ist von der Münchener Kunst geprägt. Er bevorzugt volkstümliche Szenen mit starker Beziehung zur Gegenständlichkeit und Porträts. Die Bilder sind in feiner Pinselführung, warmer Farbigkeit und mit Akuratesse ausgeführt. Ob humorvoll oder zum Teil sentimental, immer ist er bestrebt, das Leben der einfachen Schichten der Bevölkerung wiederzugeben.“

## Werke (Auswahl)
- Selbstbildnis[6]
- Strickende alte Frau
- Beim Zahnarzt
- Beim Dorfbarbier
- Kartenspieler
- Angler
- Fastnachtsgaudi
- Im Quartier[7]
- Die nachsitzenden Jungen, 1862[7]
- Das große Los, 1863[7]

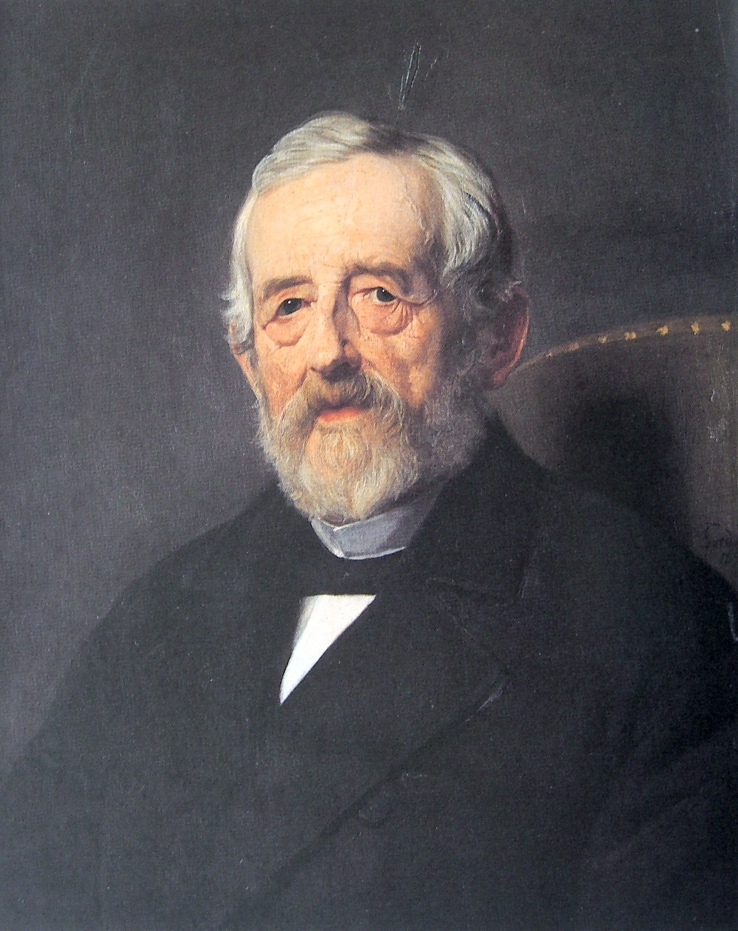
Bildnis des Oberhofbaurates Hermann Willebrand, 1896

- Familienglück in der Tischlerwerkstatt, 1866[7]
- Bildnis des Oberhofbaurates Hermann Willebrand, 1896[4]
- Nach Feierabend, 1905[4]

Im Staatlichen Museum Schwerin wurden 1976 auf der Ausstellung 100 Jahre Mecklenburgische Malerei sieben seiner Werke gezeigt.